# Famille von Gustedt
La famille von Gustedt est une ancienne famille noble de Basse-Saxe originaire de la ville du même nom qui fait aujourd'hui partie de la commune d'Elbe dans l'arrondissement de Wolfenbüttel.

## Histoire
La famille est citée pour la première fois dans des documents dans les années 1154 et 1169 avec Hermannus von Gustedt, maréchal du duc Henri le Lion (1129-1195). Sa filiation est suivie depuis Rasche von Gustedt (mort vers 1411), seigneur de Deersheim, Bexheim et d'autres.
Dès le milieu du XIIIe siècle, la famille se divise en quatre branches. La première branche acquit des propriétés dans les environs d'Halberstadt et d'Oschersleben, une autre s'installe dans le duché de Lunebourg, la troisième est riche dans la principauté de Grubenhagen et la quatrième se rend à Deersheim dans la principauté épiscopale de Halberstadt, à proximité de ses propriétés de Schwanebeck.
Les trois premières lignées de la famille von Gustedt s'éteignent dès la fin du Moyen Âge et d'autres familles acquièrent leurs biens par héritage de filles. Seuls les villages autour de Schwanebeck sont transmis à la lignée survivante de Gustedt (lignée de Deersheim). La famille von Gustedt réside donc sur le domaine de Deersheim pendant 550 ans sans interruption, jusqu'à son expropriation lors de la réforme agraire de 1945. Elle est également propriétaire du domaine de Berßel jusqu'en 1945.

## Armes

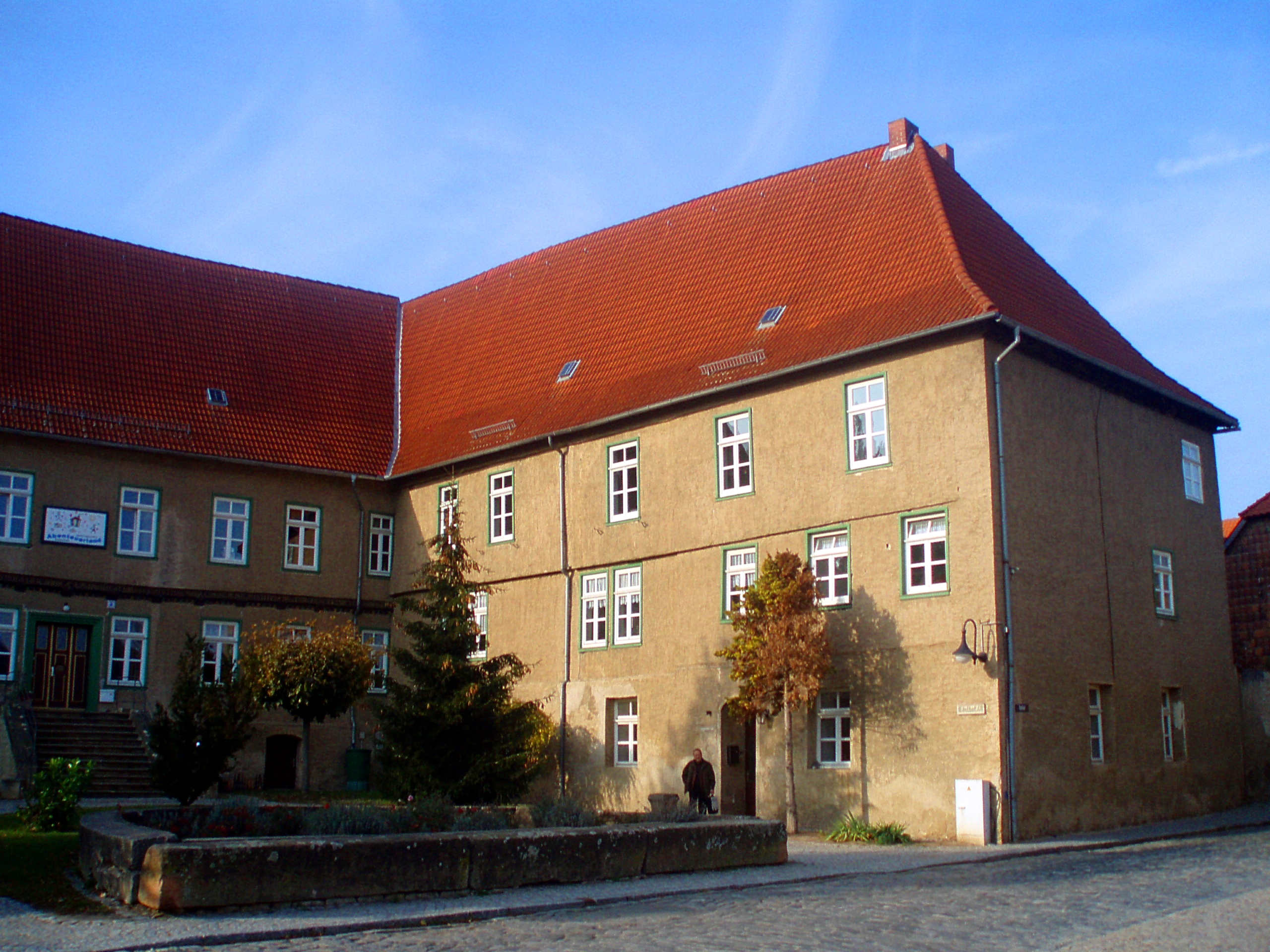
Maison familiale Edelhof de Deersheim

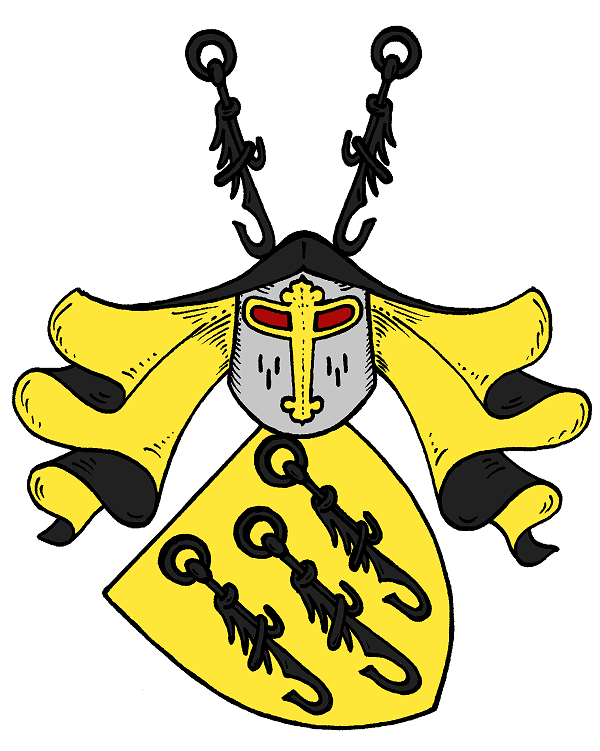
Armoiries de la famille von Gustedt

D'or à trois crémaillères de sables.
Cimier : Un casque aux lambrequins d'or et de sables, surmonté de deux crémaillères de sables.

## Personnalités
- Elisabeth von Gustedt (de) (1885-1978), écrivain, leader des femmes sous le Troisième Reich
- Erich von Gustedt (de) (1849-1928), général de division prussien
- Ernst von Gustedt (de) (1845-1924), directeur général régional prussien de la province de Saxe
- Gustav von Gustedt (de) (1804-1859), administrateur prussien de l'arrondissement d'Halberstadt (de)
- Jenny von Gustedt (1811-1890), née Rabe von Pappenheim, écrivain
- Otto von Gustedt (de) (1839-1905), officier prussien et adjudant du prince héritier prussien Friedrich Wilhelm
- Werner von Gustedt (1813-1864), administrateur prussien de l'arrondissement d'Halberstadt (de)
- Werner von Gustedt-Lablacken (de) (1842-1908), propriétaire d'un manoir et député du Reichstag